# آرامگاه‌های پادشاهان پنتوس
آرامگاه‌های پادشاهان پنتوس (ترکی استانبولی: Kral Kaya Mezarları) مجموعه آرامگاه‌های ایجاد شده در صخره در آماسیه در شمال ترکیه امروزی هستند که شهر مردگان پادشاهان پنتوس را شکل می‌دهند. پادشاهی پنتوس دولتی بود که ایرانیان به رهبری دودمان مهردادی در پنتوس بنیان نهادند. این آرامگاه‌ها در دامنه جنوبی کوه ۲۷۲ متری هارشنا در شمال شهر آماسیه و رود یشیل‌ایرماق واقع شده‌اند. این مجموعه در ۱۳ آوریل ۲۰۱۴ از طرف ترکیه به فهرست پیشنهادی رده فرهنگی میراث جهانی یونسکو اضافه شد.
این منطقه با توجه به اینکه پادشاهی پنتوس بزرگ‌ترین پادشاهی شمال آناتولی و دارای گذشته باشکوهی طی چند سده در دوران عصر هلنیستی بود، «دره پادشاهان» نامیده می‌شود. پنج پادشاه دفن شده در کاخ دوشیزگان مهرداد یکم (مرگ در ۲۶۶ ق. م)، آریوبرزن (مرگ در ۲۵۰ پ. م)، مهرداد دوم (مرگ در ۲۱۰ پ. م)، مهرداد سوم (مرگ در ۱۹۰ پ. م) و فارناک یکم (مرگ در ۱۵۵ پ. م) هستند. ۹ آرامگاه سنگی دیگر در داخل قلعه آماسیه در دامنه کوه هارشنا وجود دارد. تعداد کل آرامگاه‌های سلطنتی سنگی در اطراف این شهر ۲۱ عدد است.